# クロホシマンジュウダイ科
クロホシマンジュウダイ科 (Scatophagidae) は、スズキ目の下位分類群の1つ。インド太平洋に分布するが、1種は大西洋に移入されている。3または4種が知られる。

## 分類と名称
1883年にアメリカの魚類学者であるセオドア・ギルによって正式に科として記載された。『Fishes of the world』第5版では、スズキ亜目に分類されている。ニザダイ目のニザダイ科に分類したり、ユーペルカ系のIncertae sedisとする見解もある。学名はタイプ属のクロホシマンジュウダイ属の属名に由来し、「skatos(糞)」と「phaga(食べる)」の合成語である。糞を食べる種がいることに由来するといわれるが、この行動は実際には観察されていない。

## 下位分類
現生種は2属3または4種。またいくつかの化石種が知られる。
- クロホシマンジュウダイ属 Scatophagus Cuvier, 1831
- Selenotoca Myers, 1936
  - Selenotoca multifasciata (Richardson, 1846)
  - Selenotoca papuensis[注 1] Fraser-Brunner, 1938

### 化石種
- Eoscatophagus Tyler & Sorbini, 1999
  - Eoscatophagus frontalis (Agassiz 1835)
- Oligoscatophagus Tyler & Sorbini, 1999
  - Oligoscatophagus capellinii (Bassani 1889)

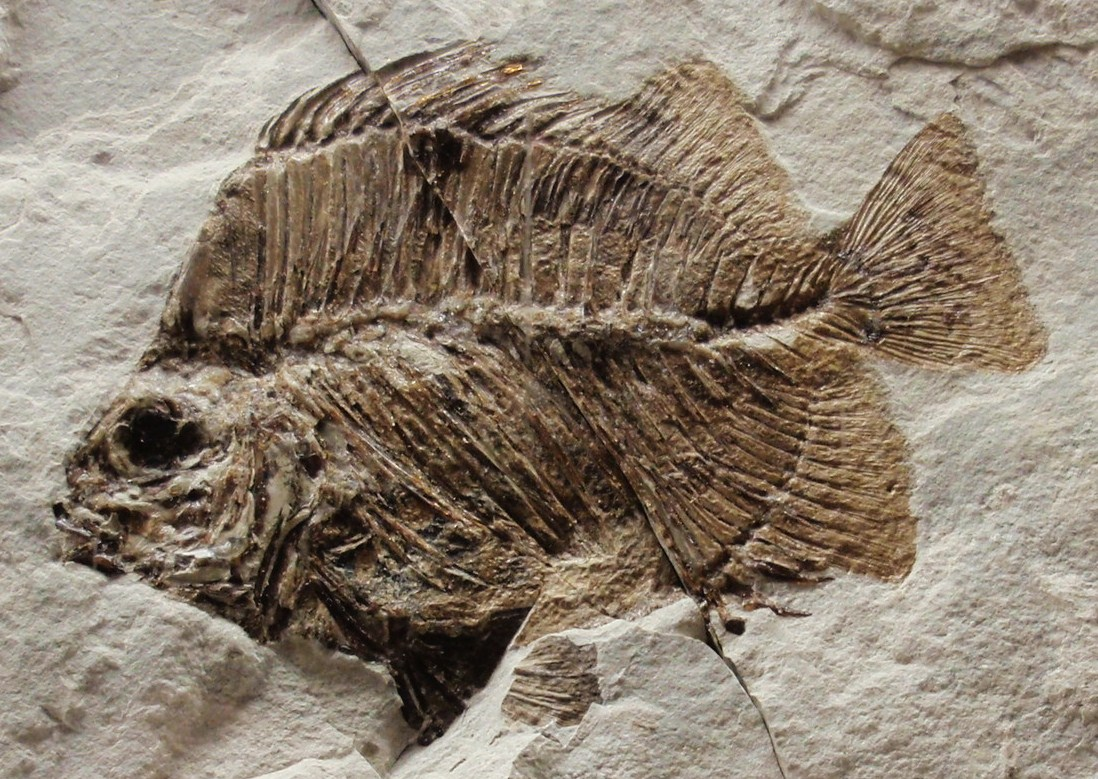
の化石

## 形態
体は側扁した長方形で、体形はチョウチョウウオ科やイシダイ科に似る。頭部背側の輪郭は急で、吻は丸い。口は水平で小さく、顎には小さな毛のような歯が数列ある。口蓋には歯が無い。背鰭は11 - 12棘と16 - 18軟条から成り、棘条は平らに横たわっており、棘条部と軟条部の間には深い切り込みがある。臀鰭は4棘と13 - 16軟条から成り、胸鰭は小さく、16 - 17条から成る。尾鰭は截形か、弱く湾入し、幼魚では丸い。頭と体は小さな鱗で覆われており、背鰭と臀鰭の軟条部分に達する。鰓蓋骨には棘や鋸歯は無い。体色は銀色または緑がかった色で、暗色の斑点や帯が入る.。最大種はS. multifasciata で全長40 cmに達し、最小種はS. papuensis で、全長9 cm程度である。

## 分布と生態
東アフリカから西太平洋までのインド太平洋に分布する。クロホシマンジュウダイはマルタに導入され定着しており、フロリダ州からも記録されている。港、汽水域、河川の下流域に生息する。群れで生活し、昼行性で、底生無脊椎動物、デトリタス、藻類など様々なものを食べる雑食性。

## 人との関わり
刺網などで捕獲されるが、商業的に流通することは少ない。観賞用に飼育される。